# ارتجاع صوتي
أو مايسمى أيضا بــ العويل

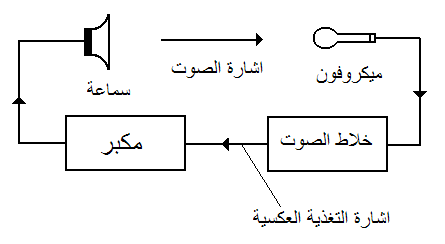

 (يعرف أيضاً بتأثير لارسن Larsen effect نسبة للعالم الدانماركي Søren Larsen، الذي كان أول من اكتشف المبدأ الذي تقوم عليه هذه الظاهرة)
وهي الظاهرة التي نتعرض لها عند وضع مصدح (ميكروفون) بالقرب من مكبر صوت مشترك مع المصدح (الميكروفون) في نفس الدائرة الصوتية حيث نسمع صوت صفير حاد يزداد ارتفاعاً وحدة مع الوقت.
والارتجاع الصوتى هو نوع خاصّ من التغذية العكسية يحدث عندما يدور الصوت في مسار حلقى منتقلاً من وحدة إدخال (المصدح مثلاً) إلى وحدة اخراج (مكبّر صوت أو سماعة مثلاً).
ففي هذا المثال، الإشارة التي يستقبلها المصدح (الميكروفون) تكون مكبرة Amplified، يقوم المصدح بنقل هذه الإشارة للسماعة مرة أخرى لتقوم بدورها بتكبير هذه الإشارة ليستلمها المصدح ثانيةً.. وهكذا. ويعد هذا المثال مثال جيد للتغذية العكسية الموجبة.
وتردد الصوت الناتج عن الارتجاع الصوتى يتحدد بعدد من العوامل منها التردد الرنان للسماعة والمصدح والمكبر Amplifier، كما يتحدد أيضاً بالخصائص الصوتية للغرفة أو المكان، والنمط الاتجاهي لالتقاط الميكروفون والنمط الاتجاهي لإصدار السماعة للصوت، هذا بالإضافة إلى المسافة بينهما.

## اخفض صوت التلفاز عند التحدث في برنامج تلفازي
وتحدث ظاهرة الارتجاع الصوتى في استوديوهات البث المباشر للبرامج الحوارية عند محادثة أحد المتصلين عبر الهاتف ومحاولته سماع الحديث عبر التلفاز فيحدث رجوع لصوته من سماعة التلفاز (الذي يبث صوته) إلى مصدح السماعة إلى الأستوديو مرة أخرى مما يرغم مقدم البرنامج على أن يطلب من المتصل خفض صوت جهاز التلفاز.

## اقرأ أيضا
- صوت
- مكبر الصوت
- رنين صوتي
- نمط (فيزياء)